# Sam na sam (album Ewy Farnej)
Sam na sam – trzeci studyjny (pierwszy polski) album Ewy Farnej wydany 9 listopada 2007 roku nakładem Universal Music Polska.
Utwory z albumu są polskimi przekładami kompozycji z wydanego w języku czeskim debiutanckiego krążka Ewy – Měls mě vůbec rád. Na płycie znajduje się 11 utworów wykonanych w języku polskim, utrzymanych w stylistyce pop rock.
14 grudnia 2011 roku album uzyskał status złotej płyty. 

## Lista utworów
1. Sam na sam − 3:04
2. Tam gdzie nie ma dróg − 3:27
3. Kotka na gorącym dachu − 2:32
4. Bez ciebie − 2:53
5. Chwytaj dzień − 2:44
6. Zamknij oczy − 3:25
7. Zamek ze szkła − 4:14
8. L.A.L.K.A. − 3:30
9. Nie chcę się bać − 2:49
10. Ja chcę spać − 3:34
11. Tam gdzie ty − 3:49

## Twórcy[3]
Zespół:
- Ewa Farna − wokal
- Honza Ponocný − gitara
- Jan Lstibůrek − gitara basowa
- Roman Lontadze − perkusja
- Daniel Hádl − instrumenty klawiszowe, programowanie
- David Solař − instrumenty klawiszowe, programowanie

Mix i mastering:
- Daniel Hádl
- Dušan Lipert